# Resolution 1736 des UN-Sicherheitsrates
Die Resolution 1736 des UN-Sicherheitsrates ist eine Resolution zur Situation in der Demokratischen Republik Kongo, die der Sicherheitsrat der Vereinten Nationen am 22. Dezember 2006 auf seiner 5610. Sitzung einstimmig angenommen hat. 
Durch frühere Resolutionen hatte der Sicherheitsrat den Generalsekretär der Vereinten Nationen autorisiert, Truppenkontingente von MONUC (Mission de l’Organisation des Nations Unies en République Démocratique du Congo), ONUB (Opération des Nations Unies au Burundi) und UNMIL (United Nations Mission in Liberia) nach Bedarf umzugruppieren. Mit der Resolution wurde das Mandat von MONUC für die Zeit vom 1. Januar 2006 bis zum 15. Februar 2007 verändert. Da am 31. Dezember 2006 das Mandat von ONUB auslief, beschloss der Sicherheitsrat unter Kapitel VII der Charta der Vereinten Nationen, für die Kontingente von ONUB, die zu diesem Zeitpunkt in MONUC eingebunden waren, in die Demokratische Republik Kongo zu verlegen und MONUC zu unterstellen. Durch die Maßnahme, welche ein Infanteriebataillon und ein Militärkrankenhaus betraf, erhöhte sich die Stärke von MONUC um bis zu 916 Soldaten.
Gleichzeitig beschloss das Gremium, bis zum Jahresende 2006 fünfzig ONUB-Militärbeobachter in ihre Heimatländer zurückzuführen, die in der Demokratischen Republik Kongo aufgrund der UN-Resolutionen 1669 und 1692 an der Beobachtung der Wahlen teilgenommen haben und verurteilte die Fortsetzung der gewalttätigen Übergriffe zwischen bewaffneten Gruppen und Milizen im Osten des Landes und die Gefahr, die diese für die Zivilbevölkerung darstellten.
Der Sicherheitsrat berief sich auf seine früheren Entscheidungen und die Erklärungen seines Präsidenten zur Demokratischen Republik Kongo, zu Burundi und zur Region der Afrikanischen Großen Seen und entschied aufgrund der Empfehlung des UN-Generalsekretärs vom 15. November 2006 (Dokument S/2006/892) und berücksichtigte auch die neue kongolesische Regierung in seiner Entscheidungsfindung. Dabei drückte er seine Entschlossenheit aus, die Vorschläge des Generalsekretärs hinsichtlich der Fortsetzung des Mandates über den 15. Februar hinaus bereits vor diesem Datum eine Entscheidung zu treffen.